# Gastschüler
Gastschüler sind Schüler, die die Schule eines fremden Schulbezirks besuchen.

## Situation in Deutschland
In Bundesländern, die eine Sprengelpflicht für Schulen vorsehen, muss ein Gastschulantrag gestellt werden, wenn das Kind nicht die für seinen Sprengel zuständige, sondern eine andere Schule besuchen soll. Solche Gründe können pädagogischer Natur sein (etwa wenn das Kind aus einem sozialen Umfeld gerissen würde oder die Sprengelschule keine Ganztagsbetreuung anbietet) oder geographischer Natur (der Besuch der zuständigen Schule wäre nur unter unverhältnismäßigem Aufwand zu bewerkstelligen). Die andere als die örtlich zuständige Schule liegt dabei ebenfalls in Deutschland. Ein Schulbesuch außerhalb des eigenen Bundeslandes ist lediglich als Ausnahme möglich und wird durch entsprechende Verträge der beteiligten Bundesländer geregelt.
Das Gastschulverhältnis ist besonders in den Stadtstaaten Hamburg, Berlin und Bremen relevant, so haben Berlin und Brandenburg bereits 1997 ein Gastschulabkommen geschlossen, das seit 2003 auch einen Finanzausgleich vorsieht. Die Gastschulabkommen zwischen Hamburg und Schleswig-Holstein und Hamburg und Niedersachsen ermöglicht seit 2017 eine freie Schulwahl unabhängig vom eigenen Wohnort. Auch das Land Bremen hat mit Niedersachsen ein Gastschulabkommen, das regelt, unter welchen Voraussetzungen Schüler im jeweils anderen Bundesland beschult werden können.
Da die Begründung eines Gastschulverhältnisses, auch bei Ländern mit Gastschulabkommen, immer eine Einzelfallentscheidung ist, haben Ablehnungen von Gastschulanträgen in der Vergangenheit immer wieder Aufsehen erregt. So etwa die Ablehnung von Gastschulanträgen an Mainzer Schulen für Schüler aus den AKK-Vororten oder Ablehnungen an Berliner Schulen für Schüler aus grenznahen Orten Brandenburgs.

## Situation in Österreich
In Österreich besteht ebenfalls eine Sprengelpflicht, eine Beschulung an einer anderen Schule als der Pflichtschule setzt eine Umsprengelung voraus. Diese Umsprengelung muss begründet sein. Gründe können auch in Österreich pädagogischer oder geographischer Natur sein. Nach schriftlichen Gesuch müssen die Gemeinde und Schulleitung der Gastschule, die Schulleitung der Pflichtschule und die Wohnortgemeinde der Umsprengelung zustimmen. Die abgebende Gemeinde bezahlt der aufnehmenden Gemeinde einen Gastschulbeitrag, um die Kosten des Schülers zu decken.
In Österreich war die Umsprengelung meist möglich, neuerdings werden Anträge auf Umsprengelung aber häufiger auch abgelehnt.

## Situation in der Schweiz
Auch die Schweiz sieht Gastschulverhältnise vor, es besteht jedoch keine Sprengelpflicht. Entsprechend hat das Gastschulverhältnisse nur an den Kantonsgrenzen und den Außengrenzen Bedeutung. Auch in der Schweiz bedarf es einer Begründung, um über die Kantonsgrenze hinaus eine Schule besuchen zu dürfen. Außerdem müssen der aufnehmende und der abgebende Kanton zustimmen. Bedeutung bekommen das Gastschulverhältnis auch in der Grenzregion zu Deutschland, gerade im Konstanzer Umland ist die deutsche Schule häufig näher und verkehrsgünstiger, weswegen an den Schulen von Konstanz besonders viel Schweizer Schüler beschult werden.

## Gastschüler mit Auslandsaufenthalt
Im Reiserecht ist Gastschüler, wer einen mindestens drei Monate andauernden und mit dem geregelten Schulbesuch verbundenen Aufenthalt bei einer Gastfamilie (Schüleraustausch) in einem anderen Staat zum Gegenstand hat (§ 651u Abs. 1 BGB). Hierfür gelten wesentliche Bestimmungen der Pauschalreise, wobei der Anbieter des Gastschulaufenthalts als Reiseveranstalter gilt und für etwaige Reisemängel haftet (§ 651i Abs. 1 BGB). Hier ist jedoch umgangssprachlich der Begriff Austauschschüler geläufiger.